# Erzbach (Dörrenbach)
Der Erzbach (auch: Bach am Erzberg) ist ein linker Zufluss des Dörrenbachs in der Stadt Hermeskeil im rheinland-pfälzischen Landkreis Trier-Saarburg.
Er hat eine Länge von 1,7 km und ein Einzugsgebiet von 1,4 km².

## Verlauf
Der Bach entspringt im Norden von Hermeskeil auf 531 m ü. NHN beim Wendelshof und fließt in südwestlicher Richtung. Er unterquert die Bundesstraße 327 (Hunsrückhöhenstraße), fließt am Erzberg (Höhe 521 m) vorbei und mündet im Industrie- und Gewerbegebiet Dörrenbach auf 475 m ü. NHN in den von rechts zufließenden Dörrenbach (Löster), einem Zufluss der Prims im Einzugsgebiet der Saar.

## Zuflüsse
- Tontelbach (auch: Waldbach) (rechts), 0,8 km Länge, 0,52 km² Einzugsgebiet